# 유한건강생활
유한건강생활은 대한민국의 헬스케어 라이프스타일 기업으로, 유한양행의 자회사로 건강기능식품, 화장품, 식품 등을 주력으로 한다.

## 역사
2019년에 유한양행의 푸드앤헬스 사업부에서 시작되어 설립되었다.

## 제품
여성 유산균 '이너플로라', 갱년기 보조제 '에스트리션', 단백질 보충제 '코어리셋', 그리고 더마 뷰티 제품 '순초약방' 등